# Фудбалски савез Косова и Метохије
Фудбалски савез Косова и Метохије (ФСКиМ) је организација која управља фудбалом на Косову и Метохији са седиштем у Косовској Митровици. Један је од територијалних савеза у оквиру Фудбалског савеза Србије.

## Организација
Територијални фудбалски савези ФС Војводине, ФС Косова и Метохије ФС региона Западне Србије, ФС региона Источне Србије и ФС Београда покривају одређену територију коју је одредио Извршни одбор ФС Србије и у потпуности су одговорни за организовање, администрацију и руковођење фудбалским такмичењем на својој територији сходно овом Статуту.
Територијални савези из претходне тачке састоје се од окружних (подручних) градских и општинских савеза, фудбалских клубова као чланова и/или стручних фудбалских организација или посебних фудбалских организација која су удружена у том територијалном савезу.
Статути Фудбалских савеза покрајина, региона, Београда и осталих савеза у оквиру њих морају бити у сагласности са Статутом ФСС.
Покрајински савез је територијални савез за територију аутономне покрајине.
Клубови, територијални савези и организације на територији аутономне покрајине су чланови тог покрајинског фудбалског савеза.
Покрајински савези у остваривању својих циљева и задатака самостално уређују своју унутарашњу организацију и рад, доносе и остварују програме развоја фудбалског спорта на територији аутономне покрајине, организују и воде такмичења, остварују задатке савеза на територији аутономних покрајина, дају мишљења и предлоге о питањима рада ФС Србије, врше избор органа савеза и остварују друга права, обавезе и одговорности на својој територији, које им повери ФС Србије и која утврде својим статутом.

## Клубови и такмичења
Фудбалски клубови са подручја Косово и Метохија такмиче се у више фудбалских лига. 
У сезони 2012/13. у највишем рангу, четвртом степену такмичења, тачније Зони Морава, играле су екипа ФК Мокра Гора из Зубиног Потока, ФК Трепча из Косовске Митровице.
Пети ранг такмичења на Косову и Метохији су окружне лиге:
- Окружна лига Косовска Митровица (виши ранг: Зона Морава)
- Окружна лига Косовског Поморавља (виши ранг: Нишка зона)
- Окружна лига Косова и Метохије (виши ранг: Нишка зона)